# Adélaïde Verneuil de Marval
Adélaïde Verneuil de Marval, née le 28 décembre 1898 à Neuchâtel et morte le 28 juillet 1998 à Blonay, est une artiste suisse. Elle est issue d'une des plus anciennes familles de Suisse, la famille de Marval. À la fois peintre, illustratrice, relieur et critique d'art, elle sert également de modèle photographique à son mari, Maurice Pillard Verneuil. Elle décède sans descendance peu avant d'atteindre l'âge de 100 ans.

## Biographie

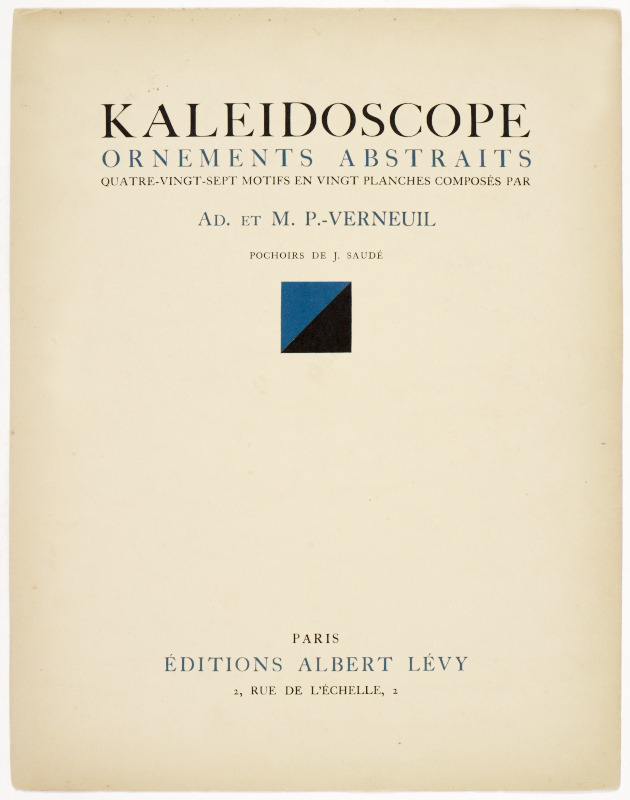
Adélaïde Verneuil de Marval, Maurice Pillard Verneuil, Kaleidoscope (1931)

Adélaïde de Marval naît en 1898 à Neuchâtel (Suisse). Dès 1919, elle commence à suivre l'enseignement de Maurice Pillard Verneuil, un artiste décorateur de l'Art Nouveau d'origine française. Les deux se marient en 1921 et sur le conseil du peintre Ernest Biéler, ami de Pillard Verneuil, achètent et rénovent une maison voisine de la sienne au Monteiller (Chexbres).  
En 1922, le couple part pour l'Asie. Ils visitent notamment Java, Singapour et le Cambodge. Le couple trouve en Asie une grande source d'inspiration et en ramène de nombreux objets et photographies.  
En 1925, Adélaïde Verneuil de Marval et Maurice Pillard Verneuil publient le portfolio Kaleidoscope : Ornements abstraits. Quatre-vingt-sept motifs en vingt planches composés par Ad. et M.P.Verneuil. Ce portfolio a été réédité à plusieurs reprises et se trouve dans des musées du monde entier,,.  
Adélaïde sert de modèle photographique à Pillard Verneuil, notamment pour le portfolio Images d'une femme. Après le décès de Maurice Pillard Verneuil en 1942, Adélaïde Verneuil de Marval reste au Monteiller où elle continue à peindre et à illustrer des livres. 
Elle décède sans descendance en 1998, peu avant d'atteindre l'âge de 100 ans,. 

## Famille de Marval
Adélaïde de Marval est la dernière descendante de la "souche de Monruz" de la famille de Marval, l'une des plus anciennes familles de Suisse,.
Sa mère, Jenny Kern, née en 1874, est d'origine bâloise. Son père, le docteur Carle de Marval (1872-1939), est lieutenant-colonel et médecin délégué de la Croix-rouge suisse. Il est notamment envoyé à Messine lors des tremblements de terre de 1909, puis, pendant la première guerre mondiale (entre 1912 et 1915), dans les Balkans, en Angleterre, en France, en Allemagne, en Tunisie, en Algérie et enfin au Maroc. Sa ville d'origine, Neuchâtel, lui rend hommage en donnant son nom à une rue, la rue Frédéric-Carl-de-Marval.

## Œuvre
Les thèmes d'inspiration de ses peintures sont essentiellement liés à la nature, mais Adélaïde Verneuil de Marval réalise également des natures mortes et des portraits, notamment d'enfants. Selon les époques de sa vie, ses œuvres sont signées  A. Verneuil de Marval, Ad. Verneuil de Marval, A.V. de Marval, Ad. de Marval, Ad. Verneuil, ou simplement AVM. 
Dans les années 1920, elle réalise avec son mari Maurice Pillard Verneuil le portfolio "Kaleidoscope, Ornements abstraits" dont les motifs sont d'inspiration Art Déco.
Adélaïde Verneuil de Marval illustre divers livres, notamment liés au bouddhisme, et figure à ce titre dans le Dictionnaire des Illustrateurs. 

## Relations avec d'autres artistes
Adélaïde Verneuil de Marval entretient des relations d'amitié avec de nombreuses artistes et écrivains. On retrouve par exemple la trace de ses contacts épistolaires avec   Daniel Baud-Bovy (1870-1958), avec l'écrivaine, voyageuse et photographe suisse Ella Maillart (1903-1997) ou encore avec l'écrivain franco-suisse Guy de Pourtalès (1881-1941).
Dans les années 1920, elle collabore à la Maison des Artistes, puis est nommée membre de la Commission du Musée d'Art industriel de Lausanne en 1923. 
Voisine et amie du peintre Ernest Biéler (1863-1948), elle peint à plusieurs reprises sa maison, et se rend, comme lui à Savièse en Valais pour y peindre.

### Collection d'art
Grande collectionneuse d'art asiatique, Adélaïde Verneuil de Marval fait don au Musée d'ethnographie de Genève de plus d'une cinquantaine d'objets ramenés des voyages effectués dans les années 1920 avec son mari, Maurice Pillard Verneuil, en Chine, à Java, au Tibet, en Inde ou encore en République tchèque.
On y trouve notamment un Bouddha de la médecine (Tibet, 18e siècle), des statues de Kannon la Courtisane (Japon, 18e siècle) et de Bodhisattva Avalokitasvara-la-Courtisane (Japon, début 19e siècle), mais aussi des œufs décorés (République tchèque, 19e siècle),.